# Aon Center (Los Angeles)
Pour les articles homonymes, voir Aon Center.
Aon Center est un gratte-ciel de 260 mètres de haut, moderniste situé au 707 Wilshire Boulevard dans le centre-ville de Los Angeles, Californie. Les travaux de creusage du site ont commencé à la fin de l'année 1970 et la tour a été achevée en 1973. Conçu par Charles Luckman, le bâtiment rectangulaire revêtu de bronze avec des garnitures blanches est remarquablement mince pour un gratte-ciel dans une zone sismiquement active. C'est le troisième bâtiment le plus haut de Los Angeles, le quatrième plus haut de Californie et le 58e plus haut des États-Unis. Le logo de la société Aon, son locataire principal, est affiché en haut en rouge.

## Histoire
Aon Center s'appelait à l'origine United California Bank Building depuis son achèvement en 1973 jusqu'en 1981, date à laquelle il est devenu la First Interstate Tower. Pendant les Jeux olympiques d'été de 1984, le logo olympique de 1984 a été affiché sur les côtés nord et sud de la couronne du bâtiment, la First Interstate Bank étant l'un des principaux sponsors des jeux. C'était le plus haut bâtiment à l'ouest du fleuve Mississippi lors de sa construction, jusqu'en 1982, date à laquelle il a été dépassé par la Texas Commerce Tower (maintenant connue sous le nom de JPMorgan Chase Tower ) à Houston. À son achèvement en 1973, le bâtiment était le plus haut du monde en dehors de New York et de Chicago. Il est resté le plus haut bâtiment de Los Angeles jusqu'en 1989, date à laquelle la Library Tower (aujourd'hui US Bank Tower ) a été achevée. Entre 1998 et 2005, il n'y avait aucun logo sur le bâtiment.

### Incendie
Le 4 mai 1988, un incendie s'est déclaré au 12e étage juste après 22h00; il a brûlé pendant environ quatre heures. L'incendie a détruit cinq étages, blessé 40 personnes et tué un ouvrier d'entretien car l'ascenseur ouvrait sur le 12e étage en feu. L'incendie a eu ces conséquences parce que le bâtiment n'était pas équipé d'un système de gicleurs, ce qui n'était pas nécessaire pour les tours de bureaux au moment de sa construction. Un système de gicleurs était installé à 90% au moment de l'incendie; cependant, le système était inopérant, en attendant l'installation d'alarmes de débit d'eau. L'incendie a finalement été maîtrisé à 2 h 19 du matin et a causé 400 millions de dollars de dégâts. Les travaux de réparation ont duré quatre mois. En raison de l'incendie, les codes du bâtiment de Los Angeles ont été modifiés, exigeant que tous les gratte-ciel soient équipés d'extincteurs automatiques. Cela a modifié une ordonnance de 1974 qui exigeait seulement que les nouveaux bâtiments contiennent des systèmes d'extincteurs automatiques.

## Noms des étages
L'entrée nord est au niveau de la 6e rue et est nommée BL ( ""Bank Level" ou "niveau de la banque"  car une succursale de la Wells Fargo Bank occupe la moitié est de cet étage). Les trottoirs Est et Ouest descendent jusqu'au Wilshire Boulevard, avec des marches menant à l'entrée sud. Les ascenseurs du côté sud du BL et les escaliers mécaniques du côté nord du BL montent tous deux au niveau ML ( "Main Lobby" ou "hall principal"), où des rangées d'ascenseurs supplémentaires atteignent les étages numérotés 4-62. Il n'y a pas de 2e étage, bien que la hauteur de ML soit deux fois celle de BL (il s'agit donc d'une tour de 62 étages avec seulement 61 étages). L'ascenseur BL / ML descend également aux niveaux souterrains LBL ("Lower Bank Level"), LL1 ("Lower Level 1" avec tunnel d'évacuation utilisé par les pompiers en 1988) et LL2 (service voiturier).[réf. nécessaire]